# Hoffmann Károly (asztalosmester)
Hoffmann Károly (Nyitra, 1823. január 23. – Pécs, 1890. április 9.) magyar asztalosmester, bútorgyáros, gyártulajdonos, városi bizottsági tag.

## Életrajza
Asztalosmesternek tanult, és legényvándorlása során érkezett 1843-ban Pécsre. A szegény családból származó fiatal iparos 5 évig Eiter asztalosnál dolgozott, majd 13 forinttal a zsebében saját vállalkozásba fogott. Bútorkészítő műhelyében Hoffmann elsőként alkalmazott gőzgépeket, és az idővel gyárrá szervezett üzemben 35-40 munkást foglalkoztatott.
Az alacsony termetű, joviális mester jelentős szerepet játszott a helyi közéletben is. Harminc évig volt tagja a városi képviselőtestületnek és a közigazgatási bizottságnak. Beválasztották a Kereskedelmi és Iparkamarába, valamint alapítója és elnöke volt a Kegyelet nevet viselő Első Pécsi Temetkezési Intézetnek. Hoffmann Károlyt az uralkodó az ipar terén elért eredményeiért koronás arany érdemkereszttel tüntette ki.
Halála után a vállalkozást fia, Hoffmann Lajos vitte tovább. Az „Első pécsi bútor-, ajtó- és ablak-gyár”-ban készültek a pécsi székesegyház, a királyi ítélőtábla, a postapalota, az állami főreáliskola, a színház, a Vasváry-ház és több laktanya épületének a berendezései, szép asztalosmunkái, a Szerecsen Patika tölgyfa neorokokó bútorzata. Az üzem bútorai nemcsak belföldön, de Boszniában is vevőkre találtak; a gyártáshoz pedig bútorszállítási vállalkozás is kapcsolódott.
Hoffmann Lajos édesapjához hasonlóan jeles alakja volt a pécsi társadalomnak: az iparkamara alelnöki tisztét is betöltő bútorgyárost a helyi iparosok mindig egyik vezérüknek tekintették. Hoffmann Károly és fia, Lajos a pécsi Csukás-ház építtetője.